# Leandra oligochaeta
Leandra oligochaeta är en tvåhjärtbladig växtart som beskrevs av Célestin Alfred Cogniaux. Leandra oligochaeta ingår i släktet Leandra och familjen Melastomataceae. Inga underarter finns listade i Catalogue of Life.